# Knjižnica Joanina
Knjižnica Joanina ali Biblioteca Joanina je baročna knjižnica v Coimbri na Portugalskem, ki je v središču Univerze v Coimbri. Biblioteca Joanina redno velja za eno najlepših knjižnic na svetu.
Biblioteca Joanina je dobila ime po svojem ustanovitelju, portugalskem kralju Ivanu V., ki je knjižnico začel graditi leta 1717, na začetku dobe razsvetljenstva v Evropi. Je dom več kot 70.000 zvezkov, vključno s številnimi neprecenljivimi zgodovinskimi dokumenti in prvimi izdajami. Registrirana je kot nacionalni spomenik.

## Zgodovina
Casa da Livraria (Hiša knjižnice), ime, po katerem je bila znana, je svoje prve knjige dobila leta 1750, njena gradnja pa je bila dokončana med letoma 1717 in 1728.

## Podatki
Joanina združuje okoli 70 tisoč zvezkov, večina jih je v glavnem nadstropju. Tam so ohranjene glavne univerzitetne zbirke starih knjig (dokumenti do leta 1800).
Trenutna uporabna površina cca 1250 m² je bila pridobljena z ureditvijo dveh kletnih nivojev, za skladiščne in delovne prostore.
Te bibliografske zbirke je mogoče pregledati na zahtevo, z utemeljitvijo in razlogi za potrebo po pregledu. Po odobritvi referenčno delo uradnik odnese v Biblioteco Geral, kjer je dokument mogoče pregledati.
Skrbnost pri tem je neposredna posledica redkosti in starosti dokumentov v knjižnici; zbirke so iz 16., 17. in 18. stoletja, katerih večina predstavlja najboljša dela iz Evrope tistega časa in sicer dela medicine, geografije, zgodovine, humanistike, znanosti, civilnega in cerkvenega prava, filozofije in teologije.

### Oblikovanje
Navzven je podobna velikemu paralelepipedu, kjer izstopa plemenit portal v baročnem slogu, nad katerim stoji velik državni ščit iz časa monarha, ki ga je naročil zgraditi: Ivana V.
Za umetnost knjižnice je značilen mednarodni izvor in poudarja globalni doseg portugalskega imperija. Chinoiserie motive, naslikane na eksotičnem južnoameriškem lesu, so v celoti izdelali portugalski umetniki, z opazno izjemo monumentalnega portreta portugalskega kralja Ivana V., ki ga je izdelal Domenico Duprà leta 1725.
V notranjosti je sestavljena iz treh prostorov, ki se med seboj povezujejo skozi oboke, enake portalu in v celoti obložene s policami, okrašenimi s kitajskimi motivi (v prvem prostoru kontrastno zlato na zelenem ozadju, v drugem zlato na rdečem). ozadje in v zadnjem zlato na črnem ozadju).
Stene pokrivajo dvonadstropne police v pozlačenem ali poslikanem eksotičnem lesu (predvsem iz Brazilije); poslikani stropi lizbonskih umetnikov Simõesa Ribeira in Vicenteja Nunesa se harmonično zlijejo s preostalim okrasjem.
Njena celotna arhitektura vključuje portret Ivana V., ki je nameščen na steni na vrhu stavbe, v zadnji sobi, deluje kot 'točka izginja' iz knjižnice Univerze v Coimbri, imenovane tudi v drugih časih, Casa da Livraria. Osrednja ladja Joanine je podobna strukturi kapele, v kateri portret Ivana V. zaseda mesto oltarja. Zlati okvir paravana posnema zaveso, ki se odpre, da v »čudoviti alegorični kompoziciji« prikaže kralja.

## Ohranjanje knjig
Vsa bibliografska dela so v najboljšem stanju, saj je stavba popoln trezor, s stabilnim okoljem skozi vse leto, od poletja do zime. Stavba je bila zasnovana kot knjižnična hiša, zgrajena z zunanjimi stenami, debelimi okoli 2,11 metra. Vrata 'trezorja' so izdelana iz tikovine, ki omogoča ohranjanje konstantne temperature v prostoru 18–20 °C. Za ohranjanje tega stabilnega okolja se vlaga giblje okoli 60 %, kar kondicionira leseno notranjost. Poleg težav z vlago in temperaturo na sklade vpliva še en 'sovražnik': papirófagos, žuželke, ki preživijo na papirju. Toda struktura je zaščitena s tem, da je zgrajena iz hrastovega lesa, ki poleg svoje goste narave (ki otežuje prodor v les) izvabi vonj, ki odbija te žuželke.

### Netopirji
Knjižnica velja za eno od dveh na svetu (druga je knjižnica palače Mafra), katerih knjige so zaščitene pred žuželkami zaradi prisotnosti kolonije netopirjev v knjižnici. Ponoči netopirji pojedo žuželke, ki se pojavijo, s čimer odstranijo škodljivce in pomagajo pri vzdrževanju skladov. Vsak večer delavci pokrijejo površine (credenzas) z usnjenimi ponjavami. Zjutraj knjižnico očistijo netopirjevega gvana.